# Szongoth Domán
Szongoth Domán (Budapest, 2008. június 8. –) magyar válogatott jégkorongozó. Első felnőtt világbajnokságán 2025-ben 16 évesen lépett pályára, amivel 1949 óta a legfiatalabb játékos lett elit világbajnokságon.
Nagyapja, édesapja, nevelőanyja, nagybátyja, testvére és unokatestvére is jégkorongozott.

## Pályafutása

### Klubcsapatban
Szongoth Domán a KSI-ben kezdett jégkorongozni, onnan került az újpesti egyesülethez, amelynek utánpótláscsapataiban játszott 2023-ig. A 2022–2023-as szezonban csapatával a magyar és az osztrák U18-as bajnokságban is részt vett és mindkét sorozatban Szongoth volt csapatának leggólerősebb játékosa. 2023-ban igazolt a finn élvonalban szereplő KooKoo csapatához, amelynek U16-os csapatában játszott és 33 mérkőzésen 76 pontot szerzett első idényében. Jó teljesítményének köszönhetően tavasszal már az U18-asok között számítottak játékára. Ott abban a pár hónapban 18 mérkőzésen lépett pályára és 17 pontot szerzett. 2024 augusztusában 2+1 éves profi szerződést kötött a finn csapattal. A 2024–2025 idényben 16 évesen az U20-as korosztályban szerepelt, 39 mérkőzésen 16 pontig jutott.

### A válogatottban
Játszott a magyar korosztályos válogatottakban, általában a korához képest idősebbek közötti korosztályban. 2024-ben 15 évesen az U18-as divízió I-es világbajnokságon és az U20-as divízió I-es világbajnokságon is szerepelt.
A felnőttválogatottban 2024 augusztusában játszott először egy Ukrajna elleni barátságos mérkőzésen, amelyen gólt is szerzett. Első világversenye a felnőttek között a 2025-ös elit világbajnokság volt. A Dániában rendezett Németország elleni első csoportmérkőzésen 16 évesen, 11 hónaposan és 2 naposan lépett pályára, ennél fiatalabb játékos utoljára 1949-ben szerepelt világbajnokságon.